# Río Negro (pel·lícula)
Río Negro és una pel·lícula documental cubana del 1977 dirigida per Manuel Pérez Paredes. Va ser inscrita al 10è Festival Internacional de Cinema de Moscou on va guanyar el Premi Especial.

## Sinopsi
Les antigues rivalitats entre dos camperols fan que duran la invasió de Bahía de Cochinos un prengui partit pels revolucionaris i l'altra pels contrarevolucionaris

## Repartiment
- Mario Balmaseda
- Sergio Corrieri
- René de la Cruz
- Alejandro Lugo
- Raúl Pomares
- Nelson Villagra